# Thiviers
Thiviers (okcitansko Tivier) je naselje in občina v francoskem departmaju Dordogne regije Akvitanije. Leta 2008 je naselje imelo 3.174 prebivalcev.

## Geografija
Kraj leži v pokrajini Périgord na vhodu v naravni regijski park Périgord Limousin ob reki Côle in njenem levem pritoku Touroulet, 30 km severovzhodno od Périgueuxa.

## Uprava
Thiviers je sedež istoimenskega kantona, v katerega so poleg njegove, vključene še občine Corgnac-sur-l'Isle, Eyzerac, Lempzours, Nantheuil, Saint-Jean-de-Côle, Saint-Martin-de-Fressengeas, Saint-Pierre-de-Côle, Saint-Romain-et-Saint-Clément in Vaunac s 7.466 prebivalci.
Kanton Saint-Pardoux-la-Rivière je sestavni del okrožja Nontron.

## Zanimivosti
- romanska cerkev Marijinega Vnebovzetja iz 12., prenovljena v 16. in 19. stoletju, postaja na romarski poti v Santiago de Compostelo (Via Lemovicensis), francoski zgodovinski spomenik,
- Château de Banceil iz 16. in 17. stoletja,
- Château de la Filolie,
- Château de Razac iz 16. stoletja,
- Château de Vaucocour,
- cerkev Église de Pierrefiche iz 19. stoletja.

## Pobratena mesta
- Cistierna (Kastilija in Leon, Španija),
- Jávea/Xàbia (Valencia, Španija),
- Östringen (Baden-Württemberg, Nemčija).